# ヨアン・パブロ・エルナンデス
ヨアン・パブロ・エルナンデス・スアレス（Yoan Pablo Hernandez Suárez、1984年10月28日 - ）は、ドイツの元プロボクサー。キューバ共和国ピナール・デル・リオ出身。元WBA暫定・IBF世界クルーザー級王者。
兄は元レスリングキューバ代表シドニーオリンピック銀メダリストで現総合格闘家のヨエル・ロメロ。

## 来歴

### アマチュア時代
ジュニア時代には、2002年に世界ジュニア選手権のヘビー級(91kg)で優勝するなどの実績を残す。しかし同国人のオドラニエル・ソリスに2度敗れたことで階級を落とした。
2003年、パンアメリカン競技大会でライトヘビー級部門(81kg)で銀メダルを獲得した。
2004年、キューバの国内選手権にライトヘビー級(81kg)で出場、準々決勝でマイク・ペレスを破るが準決勝で敗退した。
2004年、ギリシャアテネで開催されたアテネオリンピックにライトヘビー級(81kg)で出場するも1回戦で敗退した。
2005年にはキューバの国内選手権にライトヘビー級(81kg)で出場し優勝。
アマチュア国内チャンピオンになってすぐに亡命。ドイツに拠点を移し、プロ活動を始める。アマチュア時代の成績は164戦137勝27敗。

### プロ時代

#### クルーザー級
プロ転向と同時にアマチュアでは主な階級だったライトヘビー級からクルーザー級に転向。2005年9月3日、プロデビュー。2回TKO勝ち。
2007年8月18日、ダニエル・ビスポとWBAフェデラテンクルーザー級王座決定戦に出場。1回1分1秒KO勝ちで王座獲得に成功。
同年12月29日にはWBAフェデラテンクルーザー級タイトルマッチ並びにWBCラテンアメリカクルーザー級王座決定戦でモハメド・アッザオイと対戦し、1回2分8秒KO勝ちで王座の獲得に成功した。
2008年3月29日、ウエイン・ブレイスウェイトと対戦し、プロ初黒星となる3回1分52秒TKO負けを喫し、WBAフェデラテンは2度目、WBCラテンアメリカ王座の防衛に失敗、王座から陥落した。
2009年10月17日、IBFインターコンチネンタルクルーザー級王者エナド・リシナと。12回3-0(118-110、115-113、116-112)の判定勝ちで王座獲得に成功。その後同王座は1度防衛。
2011年2月12日、ミュールハイム・アン・デア・ルールのインノギー・スポッサーレでWBA世界クルーザー級暫定王者スティーブ・ヘレリウスと対戦し、7回に2度ヘレリウスからダウンを奪いKO勝ちを収め王座を獲得した。
その後すぐにWBA世界クルーザー級暫定王座を返上。
2011年10月1日、スティーブ・カニンガムが持つIBF世界クルーザー級王座に挑戦し、初回にカニンガムからダウンを奪うも逆に後半はカニンガムがペースを握る試合に。しかし6回カニンガムの頭がぶつかったことによりエルナンデスが右目をカットし、エルナンデスの右目の傷口が悪化し試合続行不可能となり、6回2-1(58-55、59-54、56-57)の負傷判定勝ちで王座獲得に成功した。
2012年2月4日、カニンガムとダイレクトリマッチで再戦。4回に2度ダウンを奪いKO寸前までカニンガムを追い詰めた。その後もエルナンデスのペースで試合が進み、12回3-0(115-111、2者が116-110)の判定勝ちを収め初防衛に成功と同時に、リングマガジンから同誌世界クルーザー級王座に認定された。
2012年9月15日、バイエルンにて、トロイ・ロス(カナダ)と2回目の防衛戦を行い、12回判定勝ちで2度目の防衛に成功した。
2012年12月、エルナンデスは国籍をドイツに変更した。
2013年11月23日、スパーリング中に負傷した拳が完治したため約1年3か月ぶりの試合を行い、バンベルクのホームブローズ・アリーナにてIBF世界クルーザー級1位の指名挑戦者アレクサンデル・アレクセーエフと対戦し、2回と5回に左フックでダウンを奪い10回に右フックでダウンを奪うとアレクセーエフは失神しレフェリーはノーカウントで試合をストップ。10回1分35秒KO勝ちを収め3度目の防衛に成功した。
2014年3月8日、ベルリンのマックス・シュメリング・ハレでIBF世界クルーザー級2位のパヴェウ・コウォジェイと対戦する予定だったが、エルナンデスが病気になり試合が延期となった。
2014年3月29日、ベルリンのヴェロドロムにて延期になった試合でパヴェウ・コウォジェイと対戦する予定だったがエルナンデスの病気(胃炎)が回復せず試合中止となった。
2014年8月16日、胃炎が完治したため復帰。エアフルトのメッセ・エアフルトで元WBA世界クルーザー級王者でIBFクルーザー級13位のフィラット・アルスランと対戦し、12回2-1（113-115、115-113、116-113）の判定勝利を収め、4度目の防衛に成功した。
2014年12月6日、オルデンブルクのEWEアリーナにて、ユルゲン・ブリーマー対パヴェル・グラゼウスキイの前座でオラ・アフォラビと対戦予定であったが、エルナンデスが試合約1週間前のスパーリング中に右肘を負傷したため試合は延期となった。
2015年1月5日、上記のようにエルナンデスは負傷で長期欠場となったため、IBFがIBF世界クルーザー級3位のオラ・アフォラビとIBF世界クルーザー級4位のビクトル・ラミレスでIBF世界クルーザー級暫定王座決定戦を行うよう指令を出した。エルナンデスが8月6日までに復帰できない場合は王座を剥奪すると警告した。
2015年7月13日、当初は同月25日にブエノスアイレスでIBF世界クルーザー級暫定王者のビクトル・ラミレスと王座統一戦を行い5度目の防衛を目指す予定だったが、ラミレスの負傷により9月まで延期されたことをエルナンデス陣営のヴィルフリート・ザウアーラントが率いるザウアーラント・イベントが明かした。
2015年9月21日、当初は同月26日にブエノスアイレスでIBF世界クルーザー級暫定王者のビクトル・ラミレスと王座統一戦を行い、5度目の防衛を目指す予定だったが、肘の負傷や病気が重なりラミレスとの王座統一戦への出場が不可能となり2014年8月16日のフィラット・アルスラン戦以降試合をしていないエルナンデスは王座を剥奪され、ビクトル・ラミレスが正規王座に認定された。エルナンデスのプロモーターのザウアーランド・イベントはラミレスが7月に負傷した時には王座統一戦の延期を許可されたのにもかかわらず、エルナンデスは負傷で延期を許可されず王座を剥奪されたのは不服としてIBFに提訴した。
2015年9月27日、病気や怪我で試合を欠場してきたエルナンデスは、肘に続き膝も出術を受ける必要がある為、現役引退を発表した。同時に、エルナンデスには税金や養育費の未払いがあり破産寸前であることが報じられた。

#### 現役復帰・ヘビー級
2020年7月、SES・ボクシングと契約し復帰を表明した。ザウアーランド・イベントを解雇されてフリーになっていたウリ・ウェグナーを6年振りにトレーナーに迎え入れた。
2020年8月22日、引退を撤回して6年ぶりの復帰戦でケビン・ジョンソンとヘビー級契約8回戦で対戦するも、7回2分4秒KO負けを喫し現役を引退した。
引退後はウェグナーの元でトレーナー修行を行い、2022年4月9日にドイツのヘビー級プロスペクトであるトム・シュワルツのトレーナーになった。

## 獲得タイトル
- パンアメリカン競技大会 ボクシング ライトヘビー級 準優勝
- WBAフェデラテンクルーザー級王座
- WBCラテンアメリカクルーザー級王座
- IBFインターコンチネンタルクルーザー級王座
- WBA世界クルーザー級暫定王座（防衛0度）
- IBF世界クルーザー級王座（防衛4度）
- リングマガジン世界クルーザー級王座